# Schleifenquantengravitation
Die Theorie der Schleifenquantengravitation (SQG, Loop-Quantengravitation, Loop-Theorie, engl. loop quantum gravity) ist ein Ansatz für eine Theorie der Quantengravitation, d. h. eine Theorie zur Vereinigung der Quantenphysik mit der allgemeinen Relativitätstheorie. Deren Vereinigung gilt heute als eine der größten Herausforderungen in der Physik.
Durch die Schleifenquantengravitation wird der Raum als dynamisches quantenmechanisches Spin-Netzwerk beschrieben, das durch Diagramme aus Linien und Knoten anschaulich darstellbar ist. Eine Konsequenz aus dieser Theorie wäre die Quantisierung von Raum und Zeit im Bereich der Planck-Länge (ca. 10−35 m) bzw. Planck-Zeit (ca. 10−43 s). Auf Skalen in diesen Größenordnungen werden alle Phänomene der Physik, einschließlich der Gravitation und der Geometrie, nicht mehr als Kontinuum, sondern quantisiert beschrieben.

## Geschichte
Die Theorie der Schleifenquantengravitation gilt heute als die am weitesten entwickelte Alternative zur Stringtheorie. Bereits Anfang der 1970er Jahre schlug Roger Penrose Spin-Netzwerke für eine Theorie der Quantengravitation vor. Die eigentliche Entwicklung der Theorie setzte mit Arbeiten von Abhay Ashtekar, Lee Smolin und Carlo Rovelli Mitte bis Ende der 1980er Jahre ein. Wichtige Beiträge wurden auch durch Thomas Thiemann, Jerzy Lewandowski, Jorge Pullin, Rodolfo Gambini und John C. Baez geleistet.
Martin Bojowald wandte die Schleifenquantengravitation auf kosmologische Probleme an. Er entwickelte ab 2008 im Rahmen der Schleifenquantengravitation eine Theorie, nach der das Universum auch vor dem Urknall (der in den üblichen kosmologischen Modellen der allgemeinen Relativitätstheorie eine Singularität darstellt, an der die Beschreibung der allgemeinen Relativitätstheorie an ihre Grenzen stößt) schon existierte.

## Motivation
Die gleichzeitige Anwendung der allgemeinen Relativitätstheorie und der Quantentheorie auf Objekte von der Größenordnung der Planckskala führt zu Widersprüchen. So hätte beispielsweise jedes Objekt, das kleiner wäre als die Plancklänge, aufgrund der Unschärferelation so viel Energie bzw. Masse, dass es zu einem Schwarzen Loch kollabieren würde. Dies wird zwar in der Stringtheorie durch die Interpretation der Strings als Schwarze Löcher aufgelöst, allerdings gehen theoretische Physiker davon aus, dass die Relativitätstheorie und die Quantentheorie bei diesen Größenordnungen in eine übergeordnete Theorie aufgehen müssten, die beide Theorien im Sinne des Korrespondenzprinzips als Grenzfälle enthält.
Die Schleifenquantengravitation – ebenso wie die Stringtheorie – umgeht dieses Problem durch entsprechende Konzepte der Raum-Zeit-Struktur und schließt die Annahme von beliebig kleinen Strukturen aus.

## Konzept und Aussagen

Strukturveränderungen im Spin-Netzwerk

Aus Sicht der Schleifenquantengravitation ist der Raum kein Hintergrund für das in ihn eingebettete Geschehen, sondern selbst ein dynamisches Objekt, das den Gesetzen der Quantenmechanik gehorcht. Ein Quantenzustand des Raumes wird dabei durch ein Netz von Knoten beschrieben, die mit Linien verbunden sind. Den Knoten werden bestimmte Eigenschaften zugeordnet, die mathematisch denen des Spins von Elementarteilchen ähneln. Jedem Knoten lässt sich in gewissem Sinne ein Elementarvolumen zuordnen. Die Knotenabstände entsprechen der Planck-Länge. Damit enthält ein Kubikzentimeter 1099 Knoten.
Zum Vergleich sei erwähnt, dass das sichtbare Universum dagegen lediglich 1085 Kubikzentimeter enthält. Dies würde bedeuten, dass die auf einen Kubikzentimeter aufgelöste Ereignismenge des sichtbaren Universums 1014 mal in einen Kubikzentimeter passt. Man könnte also mit einem „perfekten Mikroskop“, welches unbegrenzt in die Tiefe eines Kubikzentimeters zoomen könnte, 100 Billionen Mal so viele mögliche Ereignisse erkennen wie mit einem perfekten Teleskop, das das sichtbare Universum auf Zentimeterlänge auflöst. Diese Vorstellung wirkt allgemein sehr befremdlich und hätte bei einer empirischen Bestätigung der Schleifenquantengravitation weitreichende weltanschauliche Folgen für das physikalische Verständnis.
Eine weitere Aussage dieser Theorie ist, dass man sich das Netz nicht als in den Raum eingebettet vorstellen kann. Ein Raum als Behälter für das Netz existiert nicht. Das Netz selbst ist der Raum. Zwischen den Knoten und Verbindungen existiert nichts. Zwischen ihnen befindet sich also ebenso wenig Raum, wie sich Sand zwischen den Sandkörnern einer Sanddüne befindet. In dem Nichts zwischen den Knoten und Verbindungen ist jedoch noch viel Möglichkeit für weitere (entstehende) Knoten und Verbindungen, sofern diese jeweils gesetzte Grenzen nicht verletzen, wobei Längen- und Zeitangaben auf der Planckskala ihre herkömmliche Alltagsbedeutung verlieren. „Größe“ oder „Dicke“ von Knoten oder eine „Länge“ von Verbindungslinien sind nicht definierbar oder existieren nicht im Sinne alltagstauglicher Beschreibungen, wie etwa die eines Netzgeflechts aus Bindfäden. So könnte theoriegemäß im Quanten-Loop-Raum durch Hinzukommen von bloßer Verbindungsmenge neuer Raum „aus dem Nichts“ heraus entstehen, wobei der Raum aus makroskopischer Sicht als „in sich selbst expandierend“ empfunden würde, weshalb ein externer Beobachter die Grenzen des ganzen Vorgangs durchaus als konstant beurteilen könnte.
Elementarteilchen entsprechen Netzknoten oder Knoten-Kombinationen mit bestimmten Eigenschaften. Die Bewegung von Teilchen entspricht dabei einer Verschiebung entsprechender Knotentypen im Netz, die sich fortbewegen oder auch umeinander drehen können.
Im Gegensatz zur Stringtheorie spielen hier mehrdimensionale theoretische Konstruktionen derzeit eine untergeordnete Rolle. Es wird nicht ausgeschlossen, dass sich bestimmte Knoten- oder Verbindungstypen der konventionellen Beobachtung entziehen.

Spin-Schaum als Beschreibung der Strukturveränderung des Raums als Funktion der Zeit
Die charakteristische Länge der dargestellten Strukturen ist von der Größenordnung der Planck-Länge (~ 10^{−33} cm) oder weniger.

In der fortschreitenden Betrachtung werden aus den Knoten Linien und aus den Linienverbünden Flächen. Dieser Prozess hat Ähnlichkeiten mit den Weltlinien von Punktteilchen, die in der Stringtheorie zu Weltflächen werden. Andererseits führen die fortlaufenden strukturellen Veränderungen im Netz ebenso zur Vereinigung von Knoten oder zur Entstehung mehrerer Knoten aus einem einzigen. Deswegen wird das Netz allegorisch mit einem Schaum (dem Spin-Schaum) verglichen, der bildlich wachsen oder auch in sich zusammenfallen kann.
Ebenso wie beim Raum sind diese Veränderungen im Netz nicht eingebettet in eine Zeit, sondern sie stellen selber den Zeitfluss dar. Das bedeutet, dass erst die Bewegungen der Knoten, als kausale Ereignisse, Schrittigkeit und somit Abzählbarkeit für die Interpretation einer verstrichenen Zeit schaffen. Im Bild des Spin-Schaumes bedeutet das, dass die Schaumflächenstücke nicht in Richtung der Zeitachse beliebig ausgedehnt sind, sondern wie bei einem Schaum üblich in alle Richtungen etwa gleich groß sind und an den Berührungskanten mit ihren Nachbarn enden.
Die Spin-Netze, auch Graphen genannt, sind gewissen strukturellen Regeln unterworfen und entsprechen einer Art Kurzschrift im Rahmen des zugehörigen mathematischen Formalismus. Sie haben damit zwar eine gewisse oberflächliche Ähnlichkeit mit den Feynman-Diagrammen, mit denen die Wechselwirkungen zwischen Teilchen beschrieben werden, sie sind jedoch strukturell grundsätzlich völlig verschieden. Im Prinzip wird dabei die Raumzeit mit kombinatorischen Konzepten betrachtet.

## Namensgebung
Ihren Namen verdankt die Schleifenquantengravitation einer Formulierung der allgemeinen Relativitätstheorie, die der indische Physiker Abhay Ashtekar 1986 vorschlug und die in vieler Hinsicht Maxwells Theorie des Elektromagnetismus ähnelt. Von dieser übernimmt sie das Konzept der Feldlinien. Sowohl in der Maxwell-Theorie als auch in den verwandten Theorien wie der Quantentheorie der starken Wechselwirkung, d. h. der Quantenchromodynamik, können geschlossene Feldlinien auftreten.
Im gleichen Jahr, 1986, formulierten Ted Jacobson und Lee Smolin die sogenannte Wheeler-DeWitt-Gleichung der Quantenkosmologie entsprechend dem Konzept von Ashtekar um. Dabei fanden sie eine Klasse von exakten Lösungen dieser Gleichungen, die Wilson-Loops, oder kurz die ‚Loops‘ der Schleifenquantengravitation.

## Ausgangspunkte
Ausgangspunkt der Schleifenquantengravitation sind zwei Grundprinzipien der allgemeinen Relativitätstheorie:
- Die sogenannte Hintergrundunabhängigkeit: Darunter versteht man, dass bereits im Kontext der allgemeinen Relativitätstheorie die Geometrie der Raumzeit dynamisch ist und dass es im Allgemeinen falsch wäre, eine ganz bestimmte Raumzeit auszuzeichnen und lediglich kleine Störungen derselben zu betrachten.
- Die sogenannte Diffeomorphismus-Invarianz: Damit bezeichnet man den Umstand, dass in der allgemeinen Relativitätstheorie beliebige Koordinatensysteme zur Beschreibung der Raumzeit gleich gut geeignet sind, sofern dabei gewisse Voraussetzungen hinsichtlich der Differenzierbarkeit erfüllt sind.

Dabei ist die Hintergrundunabhängigkeit das bedeutendere der beiden Prinzipien. Durch sie unterscheidet sich die Schleifenquantengravitation von der Stringtheorie, deren Gleichungen in einer klassischen und a priori festgelegten Raumzeit formuliert sind.

## Bisherige Erfolge
Zunächst ist die Schleifenquantengravitation ein erfolgversprechender Kandidat für eine hintergrundunabhängige und renormierbare Quantisierung der Gravitation. Dies allein ist bereits ein wesentlicher Fortschritt, nachdem über Jahrzehnte erfolglos versucht wurde, Quantisierungsvorschriften von herkömmlichen Quantenfeldtheorien auf die Gravitation zu übertragen.
Die Schleifenquantengravitation ist in der Lage, einige bereits bekannte bzw. vermutete Phänomene korrekt zu beschreiben:
- langwellige Gravitationswellen auf einer flachen Hintergrund-Raumzeit
- die Formel von Jacob Bekenstein, wonach die Entropie eines schwarzen Lochs proportional zu dessen Oberfläche ist
- die Hawking-Strahlung, die von schwarzen Löchern emittiert wird
- Mithilfe einer naheliegenden Verallgemeinerung der mathematischen Beschreibung von Spin-Netzwerken ergibt sich eine positive kosmologische Konstante[4][5], für deren Existenz astronomische Beobachtungen zwingende Indizien geliefert haben.

## Überprüfbare Vorhersagen
- Aus einer speziellen Variante der Schleifenquantengravitation mit kosmologischer Konstante folgt, dass die Lichtgeschwindigkeit von der Wellenlänge des Lichtes abhängt.[6][7] Die Abweichungen von dem üblichen Wert fallen besonders dann ins Gewicht, wenn die Wellenlänge vergleichbar mit den Knotenabständen und damit der Plancklänge wird, so dass die Photonen gewissermaßen die Quantenstruktur der Raumzeit zu spüren bekommen. Selbst für höchstenergetische kosmische Strahlung beträgt der relative Unterschied jedoch lediglich etwa ein Milliardstel. Ein solcher Effekt hätte Laufzeitunterschiede der verschiedenen spektralen Strahlungsanteile bei kosmischen Gammastrahlenausbrüchen zur Folge. Verschiedene seit 2005 durchgeführte Messungen von Gammastrahlen-Ausbrüchen des 500 Millionen Lichtjahre entfernten Blazars Markarjan 501 mit dem MAGIC-Teleskop zeigten solche Laufzeitunterschiede, machen allerdings noch keine hinreichend sichere Aussage über deren Ursache.[8] Der am 11. Juni 2008 gestartete Gammastrahlen-Satellit Fermi Gamma-ray Space Telescope wäre in der Lage, Laufzeitunterschiede bei Ausbrüchen in einer Entfernung von mehreren Milliarden Lichtjahren nachzuweisen.
- Nach der derzeitigen Theorie sollte die Reichweite von Protonen mit kinetischen Energien über 1019 Elektronenvolt im Weltraum aufgrund von Streuung an Photonen der kosmischen Hintergrundstrahlung so gering sein, dass sie die Erde nicht erreichen können (GZK-Cutoff). Im Rahmen der Schleifenquantengravitation liegt die Schwelle jedoch bei höheren Protonenenergien. Während das japanische AGASA Experiment Protonen oberhalb des GZK-Cutoffs gemessen haben will, stehen andere Experimente (Pierre-Auger-Observatorium, Telescope Array Project) dazu im Widerspruch und bestätigen den GZK-Cutoff.
- Aus der Schleifenquantengravitation folgt eine bestimmte spektrale Struktur der erwähnten Hawking-Strahlung Schwarzer Löcher. Eine experimentelle Untersuchung dieser Strahlung liegt jedoch in weiter Ferne.

## Offene Fragen
Der derzeitige Stand der Schleifenquantengravitation lässt eine Reihe von grundlegenden Fragen offen:
- Noch ist es nicht gelungen, die allgemeine Relativitätstheorie als Grenzfall im Sinne des Korrespondenzprinzips aus der Schleifenquantengravitation herzuleiten.
- Man geht davon aus, dass die Schleifenquantengravitation gewisse Korrekturen der speziellen Relativitätstheorie für Geschwindigkeiten nahe der Lichtgeschwindigkeit zur Folge hat, deren Natur jedoch noch unbekannt ist.

## Kritik
Die Schleifenquantengravitation wird kontrovers diskutiert. Dabei wird auch die Schlüssigkeit vieler ihrer beanspruchten Erfolge und Vorhersagen angezweifelt. Kritik an der Schleifenquantengravitation wird vor allem von Vertretern der Stringtheorie formuliert und zwar insbesondere mit den folgenden Argumenten:
- Es sei nicht klar, wie sich das oberhalb der Planck-Länge kontinuierliche und stetige Verhalten der Raumzeit als Grenzwert des diskreten Netzes von Knoten ergebe.
- Die Theorie verwendet eine abweichende Quantisierungsvorschrift; es ist nicht klar, ob die so definierte Theorie vollständig konsistent ist oder ob sie sogenannte Anomalien enthält.
- Eng damit verwandt ist das Problem des Hamiltonoperators; dieser liegt der Theorie der kanonischen Quantisierung zugrunde. Allerdings existiert bis heute keine allgemein akzeptierte sowie mathematisch konsistente Formulierung für dieses Objekt.
- Um aus der Theorie die Wahrscheinlichkeit eines (quantenmechanischen) Prozesses in der klassischen Raumzeit zu berechnen, muss eine unendliche Anzahl von Konstanten über zusätzliche plausible Annahmen festgelegt werden. Die Situation ist also nicht besser als bei dem Versuch der kanonischen Quantisierung der (nichtrenormierbaren) allgemeinen Relativitätstheorie.[9]
- Eine 2014 veröffentlichte Arbeit suggeriert, dass diskrete Raumzeitmodelle, wie sie in der Schleifenquantengravitation genutzt werden, nicht in der Lage sind, den von der Quantenfeldtheorie vorhergesagten Unruh-Effekt zu reproduzieren.[10]